# Jodi Lambert
Jodi Lambert, född 1 september 1970, är en australisk friidrottare. Hon deltog vid olympiska sommarspelen 1996.